# Somewhere in England
| Recensione    | Giudizio |
| ------------- | -------- |
| Allmusic      | .        |
| Rolling Stone | .        |

Somewhere in England è il nono album solista di George Harrison, pubblicato il 5 giugno 1981.

## Il disco

### Storia
Si tratta indubbiamente dell'album di Harrison dalla lavorazione più travagliata.
Nell'autunno del 1979 l'artista di Liverpool iniziò a registrare il successore di George Harrison, seguendo i propri ritmi; l'ex Beatle era ormai sempre più insofferente ai ritmi del music business.
Nel settembre del 1980 l'album era pronto e fu consegnato alla Warner Bros. Records, che all'epoca distribuiva i dischi della Dark Horse Records. L'etichetta, con grande disappunto di Harrison, considerò l'album qualitativamente insufficiente, bocciando 4 canzoni (Tears of the World, Sat Singing, Lay His Head e Flying Hour), nonché la copertina (un'eleborazione grafica in cui la capigliatura di Harrison si trasformava nella carta fisica della Gran Bretagna). Mo Ostin, presidente del consiglio di amministrazione della Warner Bros. Records, addirittura esclamò: «Se George vuole un singolo che sfondi, non lo troverà in questo album».
Harrison, seppur riluttante, accettò le condizioni dell'etichetta, iniziando a lavorare alle quattro nuove canzoni a novembre. In quel periodo stava aiutando l'amico Ringo Starr nella lavorazione di Can't Stop the Lightning (che poi sarebbe diventato Stop and Smell the Roses). I due lavorarono a due brani di Harrison (tra cui Wrack My Brain) e a una cover di You Belong to Me. Una delle due canzoni firmate da Harrison rimase però non finita, perché la tonalità era troppo alta per lui.
Sempre in quel periodo giunsero all'orecchio di Harrison le lamentele di John Lennon riguardo alla sua recente autobiografia, I Me Mine ("Il suo libro dimostra che la mia influenza nella sua vita è stata assolutamente nulla. Nel suo libro, nel quale pretende di dimostrare la sua influenza su ogni canzone che scrisse, è ricordato ogni sassofonista da quattro soldi o chitarrista che incontrò negli anni successivi. Non sono citato nel libro, e ne sono un po' risentito".
I due non ebbero tempo di spiegarsi. l'8 dicembre 1980 Lennon venne ucciso da Mark Chapman davanti al Dakota Building. Lo shock per Harrison fu enorme. L'amico, collega e compagno di avventure nei Beatles se n'era andato nel modo più crudele e inaspettato. In seguito a questo triste evento Harrison riprese in mano la canzone scartata da Ringo, scrisse un nuovo testo in memoria dell'amico scomparso e la chiamò All those years ago. Insieme a Blood from a Clone, Teardrops e That Which I Have lost andava a formare le 4 canzoni che la Warner Bros. Records richiedeva. La nuova copertina ritraeva Harrison di fronte a un'opera d'arte contemporanea. Ma ciò che più importava alla Warner Bros. Records era aver trovato la hit che cercavano: All Those Years Ago, pubblicata su singolo, scalò le classifiche mondiali, raggiungendo addirittura il 2º posto in quella americana. Trainato dal singolo, l'album raggiunse posizioni soddisfacenti, attestandosi nella top 20 delle principali classifiche. Premio forse eccessivo per un album che è stato alquanto bistrattato dalla critica. Alcuni sono arrivati a definire All Those Years Ago "la canzone che salvò Somewhere in England". Certamente si trattava di un passo indietro rispetto a George Harrison, frutto probabilmente dell'insofferenza di Harrison nei confronti del music business e degli obblighi contrattuali. Situazione che si sarebbe ulteriormente aggravata col successivo Gone Troppo.
Tra i fan rimane aperta la questione, con validi argomenti per entrambi gli schieramenti, se era meglio la versione originale dell'album o quella definitiva. Prevale un sostanziale pareggio, con alcune considerazioni. La versione definitiva ha dalla sua uno dei maggiori hit della carriera solista di Harrison. D'altro canto alcuni dei pezzi scartati furono accantonati forse con eccessiva fretta (come Lay his head, non per niente riproposta 6 anni dopo su singolo).

## Tracce
1. Blood from a Clone – 4:03
2. Unconsciousness Rules – 3:05
3. Life Itself – 4:25
4. All Those Years Ago (con Ringo Starr alla batteria, Paul e Linda McCartney ai cori, Denny Laine alla chitarra) – 3:45
5. Baltimore Oriole – 3:57
6. Teardrops – 4:07
7. That Which I Have Lost – 3:47
8. Writings on the Wall – 3:59
9. Hong Kong Blues – 2:55
10. Save the World – 4:54

## Ristampa del 2004
L'album è stato ristampato su CD nel 2004, sia individualmente sia come parte integrante del cofanetto The Dark Horse Years 1976-1992. La ristampa presenta suono rimasterizzato, un libretto molto curato e una bonus track.
È stata ripristinata la copertina originariamente ideata da Harrison.
La bonus track è una semplice versione demo di Save the World. Davvero inspiegabile il mancato inserimento delle 4 canzoni scartate: un'occasione persa per fornire al pubblico un'edizione definitiva dell'album. A creare ulteriore confusione l'inserimento di Tears of the world come bonus track di Thirty-Three & 1/3, album risalente a quattro anni prima.
1. Blood from a Clone – 4:03
2. Unconsciousness Rules – 3:05
3. Life Itself – 4:25
4. All Those Years Ago – 3:45
5. Baltimore Oriole – 3:57
6. Teardrops – 4:07
7. That Which I Have Lost – 3:47
8. Writings on the Wall – 3:59
9. Hong Kong Blues – 2:55
10. Save the World – 4:54
11. Save the World (demo)